# Bisdom Goiás
Het bisdom Goiás (Latijn: Dioecesis Goiasensis) is een rooms-katholiek bisdom met als zetel Goiás, in Brazilië. Het bisdom is suffragaan aan het aartsbisdom Goiânia.

## Geschiedenis
Het bisdom werd opgericht op 6 december 1745, als territoriale prelatuur Goiás, uit delen van het bisdom São Sebastião do Rio de Janeiro. Op 15 juli 1826 werd het verheven tot bisdom, en was suffragaan aan het aartsbisdom São Salvador da Bahia. Op 27 april 1897 wisselde het van kerkprovincie en werd suffragaan aan het aartsbisdom São Sebastião do Rio de Janeiro. Op 1 mei 1906 wisselde het nogmaals van kerkprovincie en werd suffragaan aan het aartsbisdom Mariana. Op 18 november 1932 werd het verheven tot metropolitaan aartsbisdom. Op 26 maart 1956 werd het wederom een bisdom, suffragaan aan het aartsbisdom Goiânia. 

## Parochies
Het bisdom had in 2021 een oppervlakte van 20.784 km2 en telde 231.110 inwoners waarvan 92,5% rooms-katholiek was.

## Ordinarii

### Prelaten
- Vicente do Espirito Santo (17 december 1782 - 29 november 1788)
- José Nicolau de Azevedo Coutinho Gentil (7 maart 1788 - 1793)
- Vicente Alexandre de Tovar (20 juni 1803 - 8 oktober 1808)
- Antônio Rodrigues de Aguiar (24 juni 1810 - 3 oktober 1818)

### Bisschoppen
- Francisco Ferreira de Azevedo (29 mei 1820 - 12 augustus 1854)
- Domingos Quirino de Souza (18 maart 1861 - 12 september 1863)
- Joaquim Gonçalves de Azevedo (25 september 1865 - 18 december 1876)
- Antônio Maria Corrêa de Sá e Benevides (18 december 1876 - 25 juni 1877)
- Cláudio José Gonçalves Ponce de Leão (13 May 1881 - 26 juni 1890)
- Joaquim Arcoverde de Albuquerque Cavalcanti (26 juni 1890 - 25 november 1890)
- Eduardo Duarte e Silva (23 januari 1891 - 6 november 1907)
- Prudencio Gomes da Silva (6 maart 1908 - 19 september 1921)

### Aartsbisschoppen
- Manuel Gomes de Oliveira (27 oktober 1922 - 12 May 1955)

### Bisschoppen
- Cândido Bento Maria Penso (17 januari 1957 - 27 november 1959)
- Abel Ribeiro Camelo (14 mei 1960 - 24 november 1966; hulpbisschop 6 juli 1946 - 17 januari 1957)
- Tomás Balduino (10 november 1967 - 2 december 1998)
- Eugène Lambert Adrian Rixen (2 december 1998 - 27 mei 2020)
- Jeová Elias Ferreira (27 mei 2020 - heden)

Goiânia (aartsbisdom) · Anápolis · Goiás · Ipameri · Itumbiara · Jataí · Rubiataba-Mozarlândia · São Luís de Montes Belos